# Vladimirsko-suzdalské knížectví
Vladimirsko-suzdalské knížectví (rusky владимиро-cуздальское княжество), původně rostovsko-suzdalské (Rostov Veliký byl starším centrem severovýchodní Rusi), později veliké knížectví vladimirské, byl historický státní útvar, který se ve středověku rozkládal na severovýchodní Rusi.

## Historie

### Počátky samostatnosti
Původní obyvatelstvo oblasti bylo ugrofinské, oblast byla ale od 10. století kolonizována Slovany. Počátky rostovsko-suzdalského knížectví sahají k přelomu 10. a 11. století, kdy se konstituovalo jako dílčí útvar Kyjevské Rusi kolem významných center Rostova a později Suzdalu. Dalšími důležitými městy byly Běloozersk a Jaroslavl.
Po rozpadu staroruského kyjevského státu ve 12. století se toto knížectví stalo jedním z nejvýznamnějších státních útvarů, které na jeho bývalém území vznikly. Mělo výhodnou geografickou polohu, která ho ochraňovala před náhlou agresí kočovníků, pohybujících se v jihoruských stepích. Do krajů, chráněných před nepřátelskými vpády hlubokými lesy a bažinami, se stěhovali obyvatelé z jihodněperské oblasti, sužované téměř neustále nájezdy kočovných Pečeněhů a později Polovců.

### První období rozkvětu
Severovýchodní Rus byla vzdálená od Kyjeva, a proto i méně závislá na centrální moci kyjevského knížete. Politická váha a význam rostovsko-suzdalského knížectví rychle stoupaly po osamostatnění za vlády Jurije I. Dolgorukého, syna kyjevského knížete Vladimíra II. Monomacha (1125–1157), a Jurijova syna Andreje Bogoljubského (1157–1174). Tito vládcové upevnili knížecí moc a snažili se dostat do závislosti další ruské země, především Kyjev, což se jim několikrát podařilo. Jurij ho dobyl roku 1154, přijal titul kyjevského knížete a přesídlil ze Suzdalu do Kyjeva.

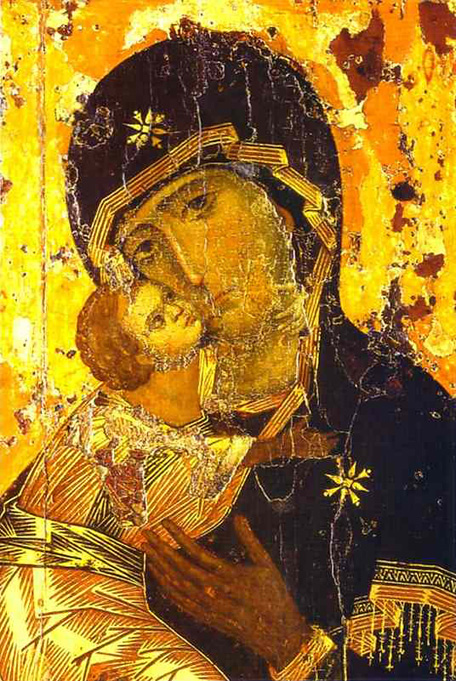
Vladimirská Bohorodička

Andrej odešel roku 1155 na severovýchod a usídlil se v Bogoljubovu poblíž Vladimiru nad Klazmou, kde si nechal vybudovat výstavné sídlo. Roku 1169 se Andrejovi bojovníci zmocnili Kyjeva a kníže přijal titul kyjevského vládce jako jeho otec. Nicméně zůstal sídlit v Bogoljubovu a do Kyjeva dosadil jako místodržícího svého bratra Gleba. Proto považují mnozí historici rok 1169 za symbolické datum zániku Kyjevské Rusi a přenesení politického centra Rusi z Kyjeva do Vladimiru. Andrej se pokusil podmanit si také Novgorod Veliký, ale jeho výprava byla v roce 1170 odražena. Posílení moci vladimirského knížete vyvolalo nespokojenost rostovských a suzdalských bojarů, kteří se proti knížeti spikli a v roce 1174 ho zavraždili.
Andrej chtěl dodat sídelnímu Vladimiru lesku, jímž oplývalo dřívější hlavní město Kyjev. Podle kyjevských vzorů tady nechal vystavět honosnou Zlatou bránu a kostely, například chrám Zesnutí přesvaté Bohorodičky (Uspenskij sobor) nebo Pokrovský chrám na břehu řeky Něrli. Důležitou roli ochránkyně města a knížectví sehrála byzantská ikona Matky Boží, známá jako Vladimirská Bohorodička, kterou s sebou kníže přinesl z jihoruského Vyšgorodu.
Andrejův nástupce, jeho téměř o dvě generace mladší bratr Vsevolod III. Velké hnízdo, (1176–1212) dokázal vrátit knížecí moci dřívější význam. Za jeho vlády dospělo vladimirsko-suzdalské knížectví k největšímu rozkvětu a kontrolovalo rozsáhlé území na severovýchodě Rusi mezi řekami Okou, Volhou a Severní Dvinou.

### Mongolská expanze a její následky

Ruská knížectví před mongolským nájezdem 1237, vladimirsko-suzdalské knížectví vyznačeno růžovou barvou.

Slibný rozvoj přerušil v zimě na přelomu let 1237 až 1238 ničivý vpád Mongolů, vedených Čingischánovými vnuky s čele s Bátúem. Hořela dobytá města, knížecí kremly i chrámy. Obyvatelé měst byli masakrováni, každý pokus o odpor utopen v krvi. Počátkem února 1238 oblehli Mongolové nejdůležitější město knížectví Vladimir. Obležení netrvalo dlouho. Po několika dnech ztekli útočníci vladimirské hradby a obyvatelstvu se nevedlo o nic lépe než v jiných městech. Zahynula celá rodina velikého knížete Jurije II. Vsevolodoviče včetně dětí a vnoučat. Kníže sám byl v této chvíli mimo své sídlení město a sháněl pomoc. Jeho vojsko bylo poraženo Mongoly na jaře 1238 na řece Siti, Jurij II. v této bitvě zahynul.
Obraz tragické zkázy se opakoval na mnoha místech, kde dosud stávala slibně se rozvíjející města, v Suzdalu, Rostovu, Jaroslavli, Gorodci na Volze, Volokolamsku, Tveru. Dobyta byla také zatím bezvýznamná Moskva. Zahynuly tisíce lidí, bojovníků i prostých rolníků a městských obyvatel, kteří často hájili své domovy do zbytku posledních sil. Pohanští Mongolové neušetřili ani kněze a mnichy, smrt zastihla mnoho knížat a jejich rodinných příslušníků, kteří umírali nejen na bojišti, ale také v potupném zajetí.
Na jaře 1238 první mongolské tažení do Evropy skončilo a bylo třeba obnovit, co bylo zničeno. Do Vladimiru byl pozván Jaroslav Vsevolodovič, nejstarší žijící bratr zesnulého velikého knížete Jurije II., který tehdy vládl v Kyjevě. Byl zvolen velikým knížetem a energicky se pustil do odstraňování katastrofických následků mongolského vpádu a obnovy pořádku. Z jeho podnětu se stavěly domy, chrámy, kláštery, mosty i cesty. Jaroslav zval do Vladimiru stavitele z celé Rusi, zvláště vítaní byli tesaři z Novgorodu. Přijímal příchozí z knížectví, která byla rozvrácena Mongoly, a dával jim práci. Letopisy zaznamenávají, že na severovýchod přicházeli lidé z mnohých zemí až od Dněpru, Haličané, Volyňané, Černigovci, Kyjevané, z Minska, Smolensku, Polocku, Rjazaně. Severovýchodní Rus se začala probouzet k novému životu.

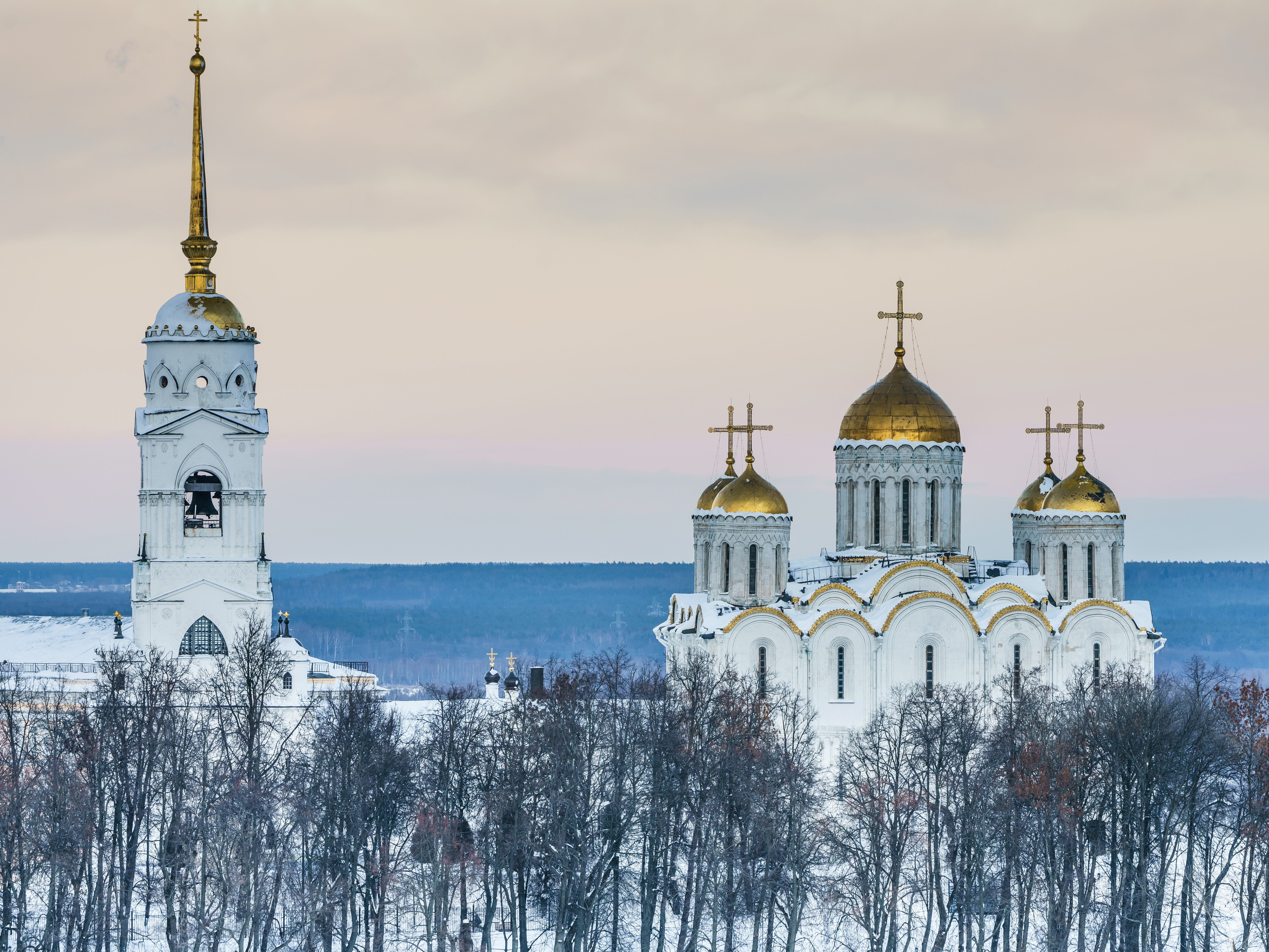
Hlavní vladimirský chrám Nanebevzetí Bohorodičky (Uspenskij sobor)

Na jaře 1239 zahájil Bátú další, neméně devastující tažení do Evropy, které se tentokrát vladimirskému knížectví vyhnulo. Po jeho ukončení se Bátú usadil na Dolní Volze, odkud chtěl kontrolovat dobytá ruská území. Severovýchodní Rus mohla v klidu obnovovat svoje síly, protože Mongolové ji několik let nechali na pokoji, neboť zatím neměli žádný správní nebo represívní aparát, aby mohli toto území kontrolovat nebo z něj vybírat daně. Vladimirské knížectví, ale ani další ruské země, se nestaly součástí mongolské veleříše ani Bátúovy Zlaté hordy, zachovaly si svoji politickou i sociální strukturu, nedotčeno zůstalo také pravoslavné vyznání obyvatel. Byly však podřízeny Mongolům formálně politicky. Pokud chtěla rurikovská knížata vládnout ve svých zemích, musel je mongolský chán potvrdit v jejich postech zvláštní listinou, tzv. jarlykem, poté co uznala jeho svrchovanou moc.
Jaroslav, který úspěšně obnovoval vladimirské knížectví, brzy upoutal Bátúovu pozornost a byl roku 1243 jako první z ruských knížat pozván do jeho tábora. Chán ho potvrdil v jeho postu a podřídil mu ostatní ruská knížata.. To vytvořilo precedens zvláštního podmanění ruských knížat Mongolům, v jehož rámci měl veliký kníže vladimirský zastupovat jejich zájmy na Rusi.
Jaroslavův syn Alexandr Něvský (1252–1263) se snažil jako veliký kníže vladimirský zaujmout postavení představitele Zlaté hordy na rozdrobené Rusi. Na jedné straně se snažil chránit své země před pustošivými mongolskými nájezdy (po 13letém klidu bylo vladimirské knížectví strašlivě zdevastováno v roce 1252 trestnou výpravou náčelníka Něvruje, jejíž následky byly souměřitelné s rokem 1238) a nepřiměřenými požadavky Hordy na rekruty pro mongolskou armádu, na druhé straně je pomohl začlenit do tatarského daňového systému.
Veliké knížectví vladimirské bylo od roku 1276 největším v severovýchodní Rusi, představovalo značný ekonomický potenciál a pro svého vládce také jistý nárok stát se nominální hlavou zdejších knížat. Alexandrovi následníci však nedokázali udržet politickou kontinuitu a velkoknížecí hodnost začala po roce 1263 rychle ztrácet svoji reálnou hodnotu. Projevem slábnoucí moci velikého knížete byla skutečnost, že se vzdal možnosti přesídlit po svém nastolení do Vladimiru, ale zůstával ve svém dědičném knížectví. Titul velikého knížete vladimirského, na který bylo nezbytné získat mongolský jarlyk začal být chápán pouze jako prestižní přídavek k vládě v dědičné údělu, nikoliv jako nárok na vládu ve velikém vladimirském knížectví. Přesto o něj vedli místní rurikovská knížata urputné boje.

### Boj Moskvy a Tveru o veliké knížectví vladimirské
Na přelomu 13. a 14. století se na severovýchodní Rusi zformovalo několik knížectví, z nichž nejvýznamnější byly Tver a Moskva. Obě země měly výhodnou polohu na průsečíku obchodních cest, vedoucích po vodních tocích, i z hlediska strategického. Před nájezdy kočovníků ze stepí je chránily hluboké lesy i velká vzdálenost, což přivádělo na jejich území početné kolonisty z jižních oblastí.
Počátkem 14. století se moskevská a tverská knížata, která byla blízkými příbuznými, stala vážnými konkurenty v boji o získání jarlyku na titul velikého knížete vladimirského, jenž v sobě zahrnoval jistý nárok na vládu nad celou Rusí. To vyhovovalo chánům Zlaté hordy, kteří se podněcováním konfliktů mezi Rurikovci snažili zabránit rozšiřování jejich domén a upevňování moci. Zápas mezi knížaty tverským Michailem Jaroslavičem (1271–1318, od 1304 veliký kníže vladimirský) a moskevským Jurijem Danilovičem (1303–1325, veliký kníže vladimirský 1317–1322) skončil násilnou smrtí obou. Michail byl popraven na chánově dvoře, Jurij později zavražděn jeho synem Dmitrijem (1318–1325, veliký kníže vladimirský 1322–1325).
V polovině 14. století začala moskevská knížata chápat veliké vladimirské knížectví jako svoji "votčinu", to znamená majetek zděděný po otci, s nímž mohou volně disponovat, a přestala žádat o potvrzení jeho držení (jarlyk) tatarské chány. V tomto duchu odkázal Dmitrij Donský ve své závěti synům nejen moskevské knížectví, ale také veliké knížectví vladimirské. Obě knížectví se stala součástí jednoho státního celku a Dmitrijův nástupce Vasilij I. již používal titulaturu veliký kníže moskevský.

## Seznam velikých knížat vladimirských (dříve rostovsko-suzdalských nebo vladimirsko-suzdalských)
- Jurij I. Dolgorukij (1125–1157), též kníže kyjevský
- Andrej Bogoljubskij (1157–1174)
- Michail Vsevolodovič (1174–1176)
- Vsevolod III. Velké hnízdo (1176–1212)
- Jurij II. Vsevolodovič (1212–1216)
- Konstantin Vsevolodovič (1216–1218)
- Jurij II. Vsevolodovič (1218–1238)
- Jaroslav Vsevolodovič (1238–1246), též perejaslavsko-zalesský, novgorodský a kyjevský kníže
- Svjatoslav Vsevolodovič (1246–1248)
- Michail Jaroslavič zvaný Chorobrit (1248)
- Andrej Jaroslavič (1249–1252)
- Alexandr Něvský (1252–1263), též novgorodský kníže
- Jaroslav III. Jaroslavič (1263–1272), též tverský kníže
- Vasilij Jaroslavič (1272–1276), též kostromský kníže
- Dmitrij Alexandrovič (1276/77–1281), též perejaslavsko-zalesský kníže
- Andrej Alexandrovič (1281–1283), též goroděcký kníže
- Dmitrij Alexandrovič (1283–1294), též perejaslavsko-zalesský kníže
- Andrej Alexandrovič (1283–1304), též goroděcký kníže
- Michail Jaroslavič Tverský (1305–1317), též tverský kníže
- Jurij III. Daniilovič(1317–1322), též moskevský kníže
- Dmitrij Michailovič Tverský (1322–1326), též tverský kníže
- Alexandr Michailovič Tverský (1326–1327), též tverský kníže
- Ivan I. Kalita (1328–1341), též moskevský kníže
- Alexandr Vasiljevič (1328–1331), též suzdalský kníže
- Semjon Hrdý (1341–1353), též moskevský kníže
- Ivan II. Ivanovič(1353–1359), též moskevský kníže
- Dmitrij Konstantinovič Suzdalský (1360–1363), též suzdalský kníže, později suzdalsko-nižněnovgorodský
- Dmitrij Donský (1362–1389), též moskevský kníže
- Michail Alexandrovič Tverský (1370, 1371–1372, 1375), též veliký kníže tverský